# Peter Rosegger Landhaus & Museum
Das Rosegger-Museum in Krieglach ist im ehemaligen Landhaus des steirischen Dichters und Journalisten Peter Rosegger untergebracht. Rosegger nutzte das Landhaus als Sommersitz, bis er 1918 dort verstarb. Seit 1948 sind die Räumlichkeiten als Museum öffentlich zugänglich und geben Einblick in Leben und Wirken des Dichters.

## Geschichte
Peter Rosegger kaufte im Mai 1877 mit dem Ertrag seiner ersten Bücher einen Acker in Krieglach mit einem Areal von fast einem Joch. Darauf ließ er sich noch im selben Jahr vom örtlichen Zimmermeister Johann Katzenberger (1826–1888) ein Landhaus erbauen. Die Pläne dazu skizzierte er selbst. Noch vor dem ersten Spatenstich begann er mit der Bepflanzung des Grundstückes. Schließlich waren es 60 Bäumchen, die sein neues Heim umgaben.
Die Sommermonate verbrachte er nun alljährlich mit seiner Familie in Krieglach. Rosegger schrieb über sein Haus:

„Es sind manchmal fremde Leute gekommen, um den Sommersitz zu sehen, sie suchten eine Villa im Schweizerstile, so einen architektonischen Salontiroler, und gingen an meinem Dache vorüber. Das Haus hat nach außen nicht viel Zierliches, mit seinen dicken Mauern steht es ziemlich derb und vierschrötig da, gar keinen anderen Zweck verfolgend als den, seinen sieben kleinen Wohnräumen mit Zubehör ein solider Burgfried zu sein.“

Als die Familie immer größer wurde, ließ Peter Rosegger das Haus erweitern und 1896 sogar ein „Holzhaus mit drei Stuben“, das sogenannte „Almhaus“ – heute „Studierhäusl“ – im Garten errichten.
Am 26. Juni 1918 verstarb der Dichter in Krieglach. Seine Witwe Anna bemühte sich um die Sichtung des Nachlasses und verschloss Roseggers Arbeits- und Sterbezimmer im Obergeschoß, um diese für die Nachwelt zu erhalten.
1943 erwarb das Land Steiermark anlässlich des 100. Geburtstages des Dichters das Haus und machte es 1948 als Gedenkstätte der Öffentlichkeit zugänglich. Das Gebäude steht unter Denkmalschutz. 

## Das Studierhäusl

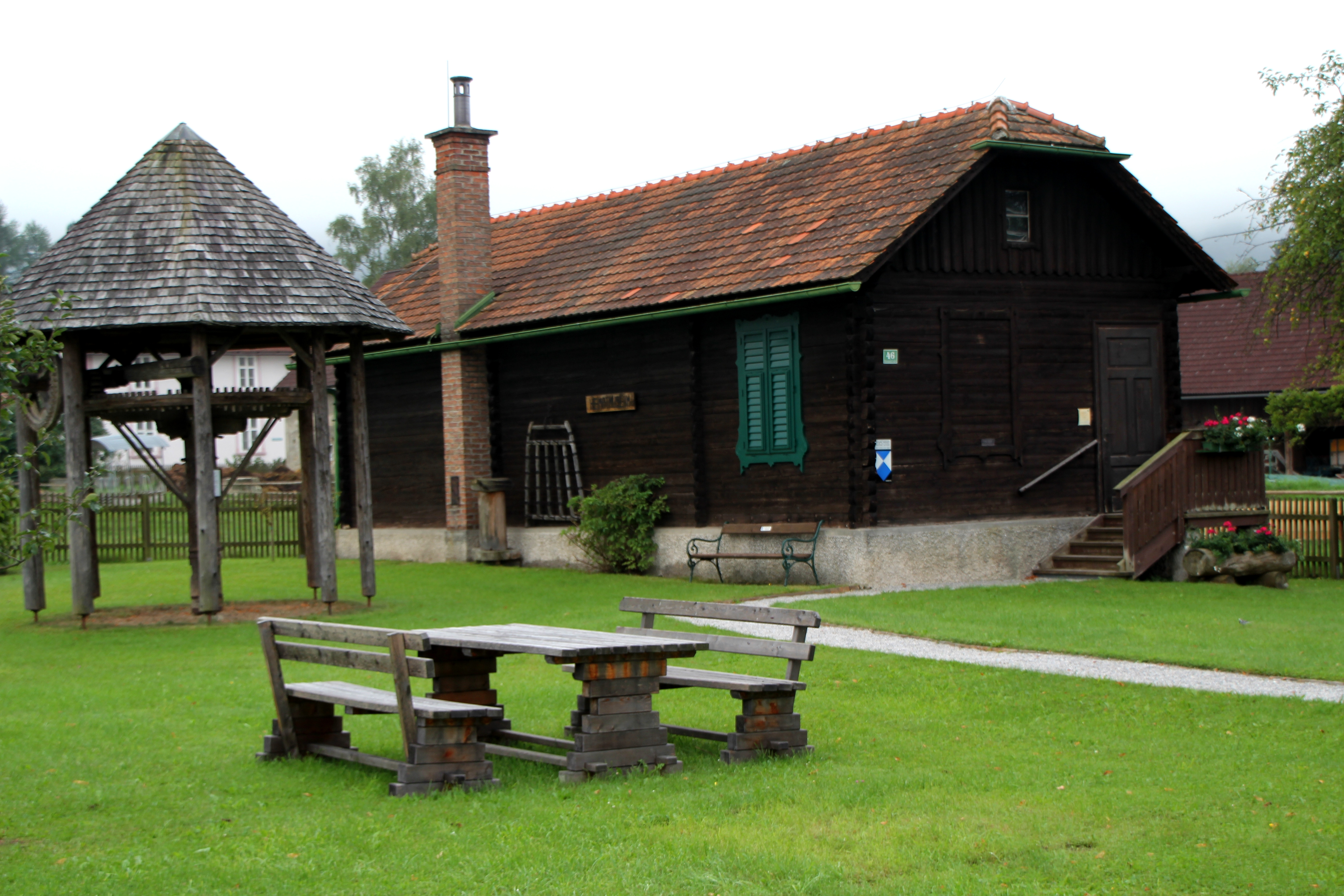
Das Studierhäusl

Das 1896 ganz aus Holz errichtete „Almhaus“, wie Rosegger es nannte, sollte zur Linderung seines Asthmaleidens beitragen. Es diente ihm als Rückzugsort vom lauten Familienleben und als Gästeunterkunft für seine zahlreichen Besucher.
Nach Roseggers Tod nutzte sein Sohn Hans Ludwig das Gebäude. 1966 erwarb das Land Steiermark das Holzhäuschen von dessen Witwe Emilie Rosegger und stellte es dem Roseggerbund zur Verfügung, der darin 1968 bis 2014 ein Heimatmuseum betrieb. Seit 2015 dient es dem Rosegger-Museum als Ort für Wechselausstellungen.

## Museum

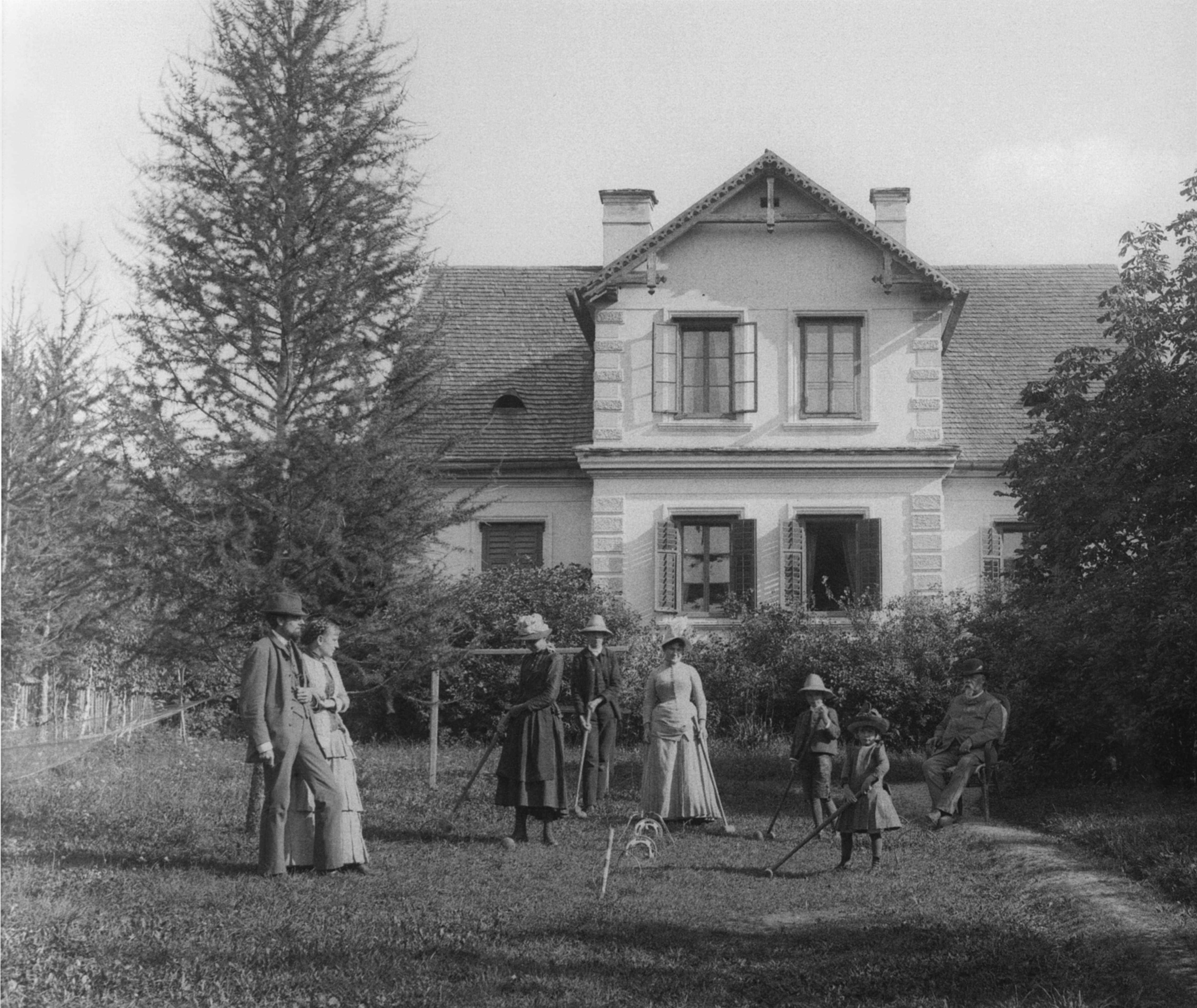
Roseggers Villa

1948 wurden die beiden Originalräume im Obergeschoß des Landhauses erstmals der Öffentlichkeit zugänglich gemacht. Nach und nach wurden auch die Räume im Erdgeschoß einer musealen Verwendung zugeführt. Das Museum wurde als Landesgedenkstätte geführt, bis Mitte 2013 die Übertragung des Museums an das Universalmuseum Joanneum erfolgte. Die Ausstellungen im Rosegger-Museum zeigen das Leben und Wirken Roseggers mit wechselnden Themenschwerpunkten.